# NGC 658
NGC 658 é uma galáxia espiral (Sb) localizada na direcção da constelação de Pisces. Possui uma declinação de +12° 36' 05" e uma ascensão recta de 1 horas, 42 minutos e 09,8 segundos.
A galáxia NGC 658 foi descoberta em 27 de Novembro de 1880 por Édouard Jean-Marie Stephan.